# San Isidro Club
Maillots
Dernière mise à jour : 30 novembre 2010.
Le San Isidro Club est un club argentin de rugby à XV de San Isidro (province de Buenos Aires) en Argentine, membre de l'Unión de Rugby de Buenos Aires. 

## Histoire
Le club a été fondé le 14 décembre 1935. Plusieurs joueurs et une partie de l'encadrement du Club Atlético San Isidro ont été écartés du club pour des divergences d'opinions, et ils partirent fonder le San Isidro Club (SIC). La partie entre le CASI et le SIC est depuis le derby le plus disputé de l'année, un des derniers voit en 2005 pour la finale du championnat de l'URBA le CASI l'emporter 18-17 grâce à une pénalité inscrite dans les dernières minutes, après une disette de 20 ans sans aucun titre URBA remporté.
Le club est membre de l'Unión de Rugby de Buenos Aires. Il a remporté le championnat de l'URBA à 24 reprises dont 21 fois depuis 1970, c'est donc le club le plus fort des dernières décennies. Il a gagné le championnat national des clubs à quatre reprises (1993, 1994, 2006, 2010).
En 1948, le club a vu évoluer sous son maillot le jeune Che Guevara, alors âgé de vingt ans.

## Palmarès
- championnat de l'URBA : 24 fois champion en 1939, 1941, 1948, 1970, 1971, 1972, 1973, 1977, 1978, 1979, 1980, 1983, 1984, 1986, 1987, 1988, 1993, 1994, 1997, 1999, 2002, 2003, 2004 et 2010
- Vainqueur du championnat national des clubs en 1993, 1994, 2006 et 2008

## Joueurs emblématiques
Ont porté le maillot des Pumas :
| - Diego Albanese, - Juan J.Angelillo, - Adrián Anthony, - Brian Anthony, - Fernando Argerich, - Santiago Artese, - Jorge Carracedo, - Juan C. Casanegra, - Diego Cash, - Roberto Cazenave, - Jorge Cilley, - Jose Cilley, - Fernando Conti, - Matías Corral, - Diego Cuesta Silva, - Miguel Cutler, - Ricardo de Vedia, - Rodolfo Devoto, - Julio Freixas, | - Gonzalo Gasso, - Lucas Glastra, - Miguel Glastra, - Santiago González Bonorino, - Fernando González Victorica, - Ernesto Guevara, - Miguel Iglesias, - Fernando Insúa, - Juan Manuel Leguizamón, - Raúl L'Erario, - Marcelo Loffreda, - Luis Lonardi, - Gonzalo Longo, - Lucio López Fleming; - Roberto Lucke, - Rafael Madero, - Rolando Martin, - Enrique Martínez, - Roberto Matarazzo, - Santiago Meson, - Buenaventura Mínguez, | - José Morganti, - Arturo Orzábal, - Julio Otaola, - Javier Pérez Cobo, - Tomás Petersen, - Roberto Petti, - Carlos Ramallo, - Osvaldo Rocha, - Marcelo Rodríguez Jurado, - Arturo(h) Rodríguez Jurado, - Arturo Rodríguez Jurado, - Martín Róspide, - Carlos Sáinz Trápaga, - Miguel A. Sarandón, - Martín Schusterman, - Federico Serra, - Alfredo Soares Gache, - Gonzalo Tiesi, - Julio Walther, - Mario Walther |